# Cフォント
Cフォントは、写研の電算写植機専用フォント形式で、日本語フォントとして初のアウトラインフォントである。文字の輪郭をスプライン関数の情報として持ち、拡大しても綺麗な文字が表示できる。文字のランの差分を情報として持つDフォントの後継として開発され、1983年に発表された。本項では後継のタショニムフォント（1993年）についても述べる。

## 概要
1960年代に始まった日本の電算写植は、写研の「SAPTON」シリーズが牽引する形で普及したが、感材への露光方法は装置内部で回転するガラス製文字円盤を用いており、印字高速化には限界があった。
このため写研は1977年、内蔵する高解像度CRTにガラス製文字盤の画像または精密ビットマップフォントを投影して露光する方式を採用した「SAPTRON」シリーズの販売を開始したが、さらに文字の拡大縮小に対する自由度を確保するため、輪郭をベクトルデータとして持つフォントとして開発されたものである。レーザー露光方式を採用したSAPLS-N型（1983年）に初搭載されたのち、CRT方式のSAPTRONシリーズにも導入した1985年、"contour"（輪郭）の頭文字を取ってCフォントと命名された。
文字コードは独自のSKコード（SK72/78の2種）で管理され、約2万字を包括した。書体指定は体裁制御コマンドによるテーブルを介して行うため、同一画面上で使用できる書体数に制約があった。1993年には写研の書体コード「タショニムコード」で直接書体を指定することで同一画面上で100書体まで使用可能にした「タショニムシステム」が登場し、同システムに対応するアウトラインフォントを従来のCフォントと区別して「タショニムフォント」と呼称した。
Cフォント及びタショニムフォントは、PostScriptフォントやTrueTypeフォントなどとは異なり、対応する写研製品上でしか使用できない。写研が最後に発売したレイアウトターミナルSingis（2000年）では、Windows NTをOSとするPC/AT互換機（日立FLORA）を採用したが、インストールされた写研の組版アプリケーション以外でCフォントやタショニムフォントは使用できなかった。